# Championnats d'Afrique de slalom de canoë-kayak 2008
Les Championnats d'Afrique de slalom 2008 sont la première édition des Championnats d'Afrique de slalom de canoë-kayak. Ils ont lieu le 27 janvier 2008 à Sagana au Kenya.
La compétition est qualificative pour les Jeux olympiques d'été de 2008. De plus, ses résultats sont pris en compte pour la Coupe du monde de slalom ; des pagayeurs en dehors du continent africain participent à l'événement.

## Médaillés
| Épreuves  | Or                                            | Argent                                         | Bronze                                   |
| --------- | --------------------------------------------- | ---------------------------------------------- | ---------------------------------------- |
| K1 hommes | Benjamin Boukpeti (TOG)                       | Johnathan Akinyemi (NGA)                       | Cameron Mcintosh (RSA)                   |
| K1 femmes | Sarah Dupire (ALG)                            | Grace Wamuranga (KEN)                          | Lizze Waruguru (KEN)                     |
| C1 hommes | Siboniso Cele (RSA)                           | Cyprian Ngidi (RSA)                            | Titus Mukundi (KEN)                      |
| C2 hommes | Afrique du Sud Cameron Mcintosh Cyprian Ngidi | Afrique du Sud Siboniso Cele Jabulani Mofokeng | Kenya Geoffrey Maina Julius Matia-Mwangi |